# Record du monde de natation dames du 4 × 50 mètres nage libre
Progression du record du monde de natation sportive dames pour l'épreuve du 4 × 50 mètres nage libre (en bassin de 25 mètres uniquement).

## Bassin de 25 mètres
| Temps         | Laps    | Athlète             | Naissance | Âge | Équipe     | Compétition               | Lieu            | Date             |
| ------------- | ------- | ------------------- | --------- | --- | ---------- | ------------------------- | --------------- | ---------------- |
| 1 min 37 s 52 |         |                     |           |     | Pays-Bas   |                           | Dublin          | 12 décembre 2003 |
|               |         | Hinkelien Schreuder | 1984      | 19  |            |                           |                 |                  |
|               |         | Annabel Kosten      | 1977      | 26  |            |                           |                 |                  |
|               |         | Chantal Groot       | 1982      | 21  |            |                           |                 |                  |
|               |         | Marleen Veldhuis    | 1979      | 24  |            |                           |                 |                  |
| 1 min 37 s 27 |         |                     |           |     | États-Unis |                           | College Station | 18 mars 2004     |
|               |         | Kara Joyce          |           |     |            |                           |                 |                  |
|               |         | Neka Mabry          |           |     |            |                           |                 |                  |
|               |         | Paige Kearns        |           |     |            |                           |                 |                  |
|               |         | Andrea Georoff      |           |     |            |                           |                 |                  |
| 1 min 36 s 27 |         |                     |           |     | Pays-Bas   | Championnats d'Europe (f) | Trieste         | 9 décembre 2005  |
|               | 24 s 38 | Hinkelien Schreuder | 1984      | 21  |            |                           |                 |                  |
|               | 24 s 31 | Inge Dekker         | 1985      | 20  |            |                           |                 |                  |
|               | 24 s 16 | Chantal Groot       | 1982      | 23  |            |                           |                 |                  |
|               | 23 s 42 | Marleen Veldhuis    | 1979      | 26  |            |                           |                 |                  |
| 1 min 34 s 82 |         |                     |           |     | Pays-Bas   | Championnats d'Europe (f) | Debrecen        | 14 décembre 2007 |
|               | 24 s 46 | Inge Dekker         | 1985      | 22  |            |                           |                 |                  |
|               | 23 s 54 | Hinkelien Schreuder | 1984      | 23  |            |                           |                 |                  |
|               | 23 s 67 | Ranomi Kromowidjojo |           |     |            |                           |                 |                  |
|               | 23 s 15 | Marleen Veldhuis    | 1979      | 28  |            |                           |                 |                  |
| 1 min 33 s 80 |         |                     |           |     | Pays-Bas   | Championnats d'Europe (f) | Rijeka          | 12 décembre 2008 |
|               | 23 s 80 | Hinkelien Schreuder | 1984      | 24  |            |                           |                 |                  |
|               | 23 s 89 | Inge Dekker         | 1985      | 23  |            |                           |                 |                  |
|               | 23 s 29 | Ranomi Kromowidjojo |           |     |            |                           |                 |                  |
|               | 22 s 82 | Marleen Veldhuis    | 1979      | 29  |            |                           |                 |                  |
| 1 min 33 s 25 |         |                     |           |     | Pays-Bas   | Championnats d'Europe (f) | Istanbul        | 11 décembre 2009 |
|               | 23 s 53 | Inge Dekker         | 1985      | 24  |            |                           |                 |                  |
|               | 22 s 81 | Hinkelien Schreuder | 1984      | 25  |            |                           |                 |                  |
|               | 23 s 88 | Saskia De Jonge     | 1986      | 23  |            |                           |                 |                  |
|               | 23 s 03 | Ranomi Kromowidjojo | 1990      | 19  |            |                           |                 |                  |
| 1 min 32 s 50 |         |                     |           |     | Pays-Bas   | IM Wouda Cup              | Eindhoven       | 12 décembre 2020 |
|               | 23 s 05 | Ranomi Kromowidjojo | 1990      | 30  |            |                           |                 |                  |
|               | 23 s 16 | Maaike de Waard     | 1996      | 24  |            |                           |                 |                  |
|               | 23 s 47 | Kim Busch           | 1998      | 22  |            |                           |                 |                  |
|               | 22 s 82 | Femke Heemskerk     | 1987      | 33  |            |                           |                 |                  |

## 4 × 50 yards nage libre
| Temps         | Laps      | Athlète          | Naissance | Âge | Équipe               | Compétition           | Lieu            | Date         |
| ------------- | --------- | ---------------- | --------- | --- | -------------------- | --------------------- | --------------- | ------------ |
| 1 min 26 s 90 |           |                  |           |     | Université d'Arizona | Championnats NCAA (f) |                 | 20 mars 2008 |
|               |           | Lara Jackson     | 1986      | 22  |                      |                       |                 |              |
|               |           | L. Nymeyer       |           |     |                      |                       |                 |              |
|               |           | A Turner         |           |     |                      |                       |                 |              |
|               |           | Taylor Baughman  |           |     |                      |                       |                 |              |
| 1 min 26 s 20 |           |                  |           |     | Université d'Arizona | Championnats NCAA (f) | College Station | 19 mars 2009 |
|               | 21 s 27 R | Lara Jackson     | 1986      | 23  |                      |                       |                 |              |
|               | 21 s 75   | Lindsey Kelly    |           |     |                      |                       |                 |              |
|               | 21 s 59   | Justine Schluntz |           |     |                      |                       |                 |              |
|               | 21 s 59   | Taylor Baughman  |           |     |                      |                       |                 |              |